# Zelenik (Bułgaria)
Zelenik (bułg. Зеленик) – wieś w Bułgarii, w obwodzie Wielkie Tyrnowo, w gminie Elena. W 2024 roku liczyła 2 mieszkańców.